# Ernst Reinhold Schmidt
Ernst Reinhold Schmidt (* 8. Oktober 1819 in Soldau; † 28. November 1901 in Philadelphia) war ein deutscher Lehrer, der 1848 nach Pennsylvania emigrierte. Er verfasste als erster Deutschamerikaner eine Geschichte des Amerikanischen Bürgerkriegs.

## Leben
Nach dem Abitur am Altstädtischen Gymnasium in Königsberg studierte Schmidt an der Albertus-Universität Königsberg Evangelische Theologie. Im Sommersemester 1841 wurde er Mitglied des Corps Masovia. Bei seinen Corpsbrüdern galt er als „geist- und temperamentvoll“. Mit Ernst Balduhn wanderte er 1843 nach dem Vorbild von Johann Gottfried Seume vier Monate durch Deutschland, Österreich, die Schweiz und das Rheinland. Nach dem Scheitern der Deutschen Revolution emigrierte der „radikale Achtundvierziger“ 1848 in die  Vereinigten Staaten.
Am Burlington-College in New Jersey war Schmidt Lehrer für Naturwissenschaften und deutsche Sprache. Er veröffentlichte eine geografische Studie zum Tal des Großen Salzsees in Petermanns Geographischen Mitteilungen und war Beobachter der Wetterstation der Smithsonian Institution in New Jersey.
1869 beteiligte er sich mit einer deutschen Festrede an der „Humboldt-Säcular-Feier“ der German Society of Pennsylvania in Philadelphia.
Er war Mitglied der Freimaurerloge Burlington Lodge und korrespondierender Sekretär des deutschen Pionier-Vereins von Philadelphia.
Schmidt brachte als erster Deutschamerikaner eine Geschichte des Amerikanischen Bürgerkriegs heraus, die in deutscher Sprache sowohl in den USA und wie in Deutschland erschien. Die populäre Darstellung vertritt den Standpunkt der republikanischen Partei.
Er verfasste auch eine Fortsetzung zu Emma Willards Geschichte der Vereinigten Staaten von Nord-Amerika in deutscher Sprache.

## Schriften
- Das Thal des Grossen Salzsee's von Utah und die Heerstrasse nahe dem 41. und 42. Parallel nach demselben, in: Petermanns Geographische Mitteilungen 1858, S. 280–294; online bei Google Books
- Der Amerikanische Bürgerkrieg. Geschichte des Volks der Vereinigten Staaten vor, während und nach der Rebellion, Schäfer und Koradi, Philadelphia und Leipzig, Band 1, 1867, online bei Google Books; Band 2, 1869.
- mit Emma Willard: Willard´s Geschichte der Vereinigten Staaten von Amerika: fortgesetzt bis auf die Gegenwart, einschließend eine übersichtliche, gründliche Geschichte des Amerikanischen Bürgerkrieges, Schäfer und Koradi, Philadelphia 1870
- The Founding of Pennsylvania: The German View of Our Bi-centennial: Oration Before the German Pioneer Society of Philadelphia, The Society, Philadelphia 1882
- Deutsche Pionierarbeit in den östlichen Grenzländern, Deutscher Pionier-Verein (Philadelphia, Pa.), H. R. Grassmann, Philadelphia 1892
- Abriss der englischen und amerikanischen Literatur, Anhang zur 34. revidierten Aufl. von John L. Appleton: Neue praktische Methode die englische Sprache in kurzer Zeit lesen, schreiben und sprechen zu lernen: mit Angabe der englischen Aussprache und Betonung, Schaefer & Koradi, Philadelphia 1893
- Dr. Oswald Seidensticker, Professor an der Universität von Pennsylvanien: ein Lebensbild, Deutscher Pionier-Verein (Philadelphia, Pa.), H.R. Grassmann, Philadelphia 1894